# Union Valley (Teksas)
Union Valley je grad u američkoj saveznoj državi Teksas. Prema popisu stanovništva iz 2010. u njemu je živjelo 307 stanovnika.